# Som Catalans
Som Catalans («Somos Catalanes»; Som) es un partido político español xenófobo, de extrema derecha e independentista catalán. Se fundó la primavera de 2014 proveniente de una escisión independentista del partido de ultraderecha Plataforma per Catalunya (PxC) debido probablemente a la influencia de los separatistas de ultraderecha Vlaams Belang de Flandes y la Liga Norte de Italia con los que PxC mantenía relaciones.
El partido fue fundado por la catalana Ester Gallego y el valenciano Enrique Ravello. Ester Gallego había militado en Esquerra Republicana de Cataluña en los años 1990 y en Plataforma per Catalunya posteriormente. Enric Ravello había militado en Círculo Español de Amigos de Europa, el Movimiento Social Republicano y, posteriormente, en Plataforma per Catalunya, donde fue responsable de relaciones internacionales.
Som Catalans considera que «la inmigración pone en peligro la fisonomía, la seguridad ciudadana y la calidad de vida de Osona y del resto de las comarcas catalanas» y defiende «un Estado catalán, y no una sociedad multirracial en la que los catalanes sean una minoría en regresión».
A nivel internacional Som Catalans tiene relaciones con los partidos Vlaams Belang de Flandes, la Liga Norte de Italia, Aitheantas Éire de Irlanda y el Casal Europa de Perpiñán, liderado por el exmilitante del Frente Nacional francés Lorenzo Perriere. Durante el conflicto de Ucrania en 2014 apoyaron a los secesionistas de Crimea.
Se presentó a las elecciones municipales de 2015 en Vich sin obtener allí representación con 56 votos (0,38 %). En las elecciones municipales de 2019 presentó candidatos en Llagostera, Sabadell, San Felíu de Guixols y Ripoll sumando 336 votos sin lograr concejales, aunque en esta última localidad si obtuvo un cierto grado de presencia con un 2,1 %.